# Animación Flash

Corto de animación que muestra a King Kong Vau.

Una animación Flash es una película o serie de animación que es creada con Adobe Flash o un programa de animación similar y a menudo se distribuye en el formato de archivo SWF. El término animación Flash no solo se refiere al formato de archivo, sino a un cierto tipo de movimiento y estilo visual que, en muchos círculos se considera, como simplista o sin pulir. Sin embargo, con docenas de series de televisión animadas en Flash, incontables anuncios de televisión en animación Flash y cortometrajes premiados en línea en circulación, la animación Flash está disfrutando de un renacimiento.
A finales de 1990, para la mayoría de los usuarios de Internet, el ancho de banda aún estaba a 56 kbit/s, por lo que muchos artistas de animación Flash emplearon animación limitada o la animación en recorte en la creación de proyectos destinados a su distribución web. Esto permite a los artistas publicar cortos y experiencias interactivas muy por debajo de 1 MB, lo que podría transmitir la animación y audio de alta gama. Un ejemplo es el primer episodio de The Goddamn George Liquor Program emitido en 1999, consistente en solo 628 KB.
El Flash es capaz de integrar los mapas de bits y otra trama basada en el arte, así como el vídeo. La mayoría de las películas de Flash son creadas usando solo dibujos basados en vectores que a menudo resultan en un aspecto gráfico algo limpio o simple. Algunas características de la mala producción de animaciones Flash son movimientos espasmódicos antinaturales (se pueden ver en los ciclos de caminar y gestos), movimientos de los personajes auto-interpolados, sincronización de labios sin interpolación, y cambios bruscos de frente para ver el perfil.
Las animaciones Flash suelen ser distribuidas a través de la World Wide Web, en cuyo caso se denominan a menudo como los dibujos animados de internet, dibujos animados en línea, o webtoons. Las animaciones Flash en Web pueden ser interactivas y se crean a menudo en una serie. Una animación Flash es distinta de un webcómic, este es una tira cómica distribuida a través de la Web, y no un dibujo animado, cómo es la animación Flash. La animación en Flash ahora se enseña en las escuelas de todo el Reino Unido y puede ser tomada como un CGES y Nivel A.